# Piócák
A piócák vagy nadályok (Hirudinea) a gyűrűsférgek törzsének (Annelida), a nyeregképzők osztályának (Clitellata) egyik alosztálya. Korábbi rendszerekben (pl. a Magyarországon sokáig hivatalosan elismert és tanított Dudich–Loksa-féle állatrendszerben) nem használták a „nyeregképzők” kategóriát, helyette a piócákat egy önálló altörzsbe sorolták – a korongférgek osztályával (Myzostomidea) együtt – a gyűrűsférgeken belül, mint módosult gyűrűsférgek (Metannelida).

## A korábbi besorolásuk – aMetannelideaaltörzs
A korábbi állatrendszerek a Metannelida altörzsbe sorolták a másodlagosan módosult szervezetű, parakmikus gyűrűsférgeket. A gyűrűsférgek eredeti sajátosságai náluk elváltoztak, elmosódtak. Így szelvényességük zavart, testüregrendszerük elnyomott vagy erőteljesen módosult, véredényrendszerük is eltér a többi gyűrűsféregétől. Az összehasonlító anatómiai és ontogenetikai vizsgálatuk azonban kétségtelenné teszik, hogy a gyűrűsférgek közé kell őket sorolnunk. A piócák mellett a korongférgek osztályát (Myzostomidea) sorolták még ide, melyeket mintegy 150 élősködő tengeri féregfaj képviseli.

## Az újabb besorolásuk – aClitellataosztály
Az újabb anatómiai–taxonómiai vizsgálatok szerint nincs akkora űr a korábban szín-gyűrűsférgek altörzsébe (Euannelida) foglalt csoportok (soksertéjűek osztálya – Polychaeta; kevéssertéjűek osztálya – Oligochaeta) és a piócák között. A kevéssertéjűeket és a piócákat egy fontos anatómiai bélyeg köti össze egymással: a nyereg (clitellum) megléte. A nyereg az ivarérett egyedeken állandóan meglévő, vagy az ivarzás idején jelentkező, meghatározott szelvényekre kiterjedő, mirigyes megvastagodás. Elhelyezkedése fontos rendszertani bélyeg. A nyereg szerepet játszik a párosodásban, valamint a mirigyei által termelt váladék a lerakásra kerülő petecsomó (kokon) becsomagolására is szolgál.

## Anatómiai–élettani jellemzőik

### Általános testfelépítés

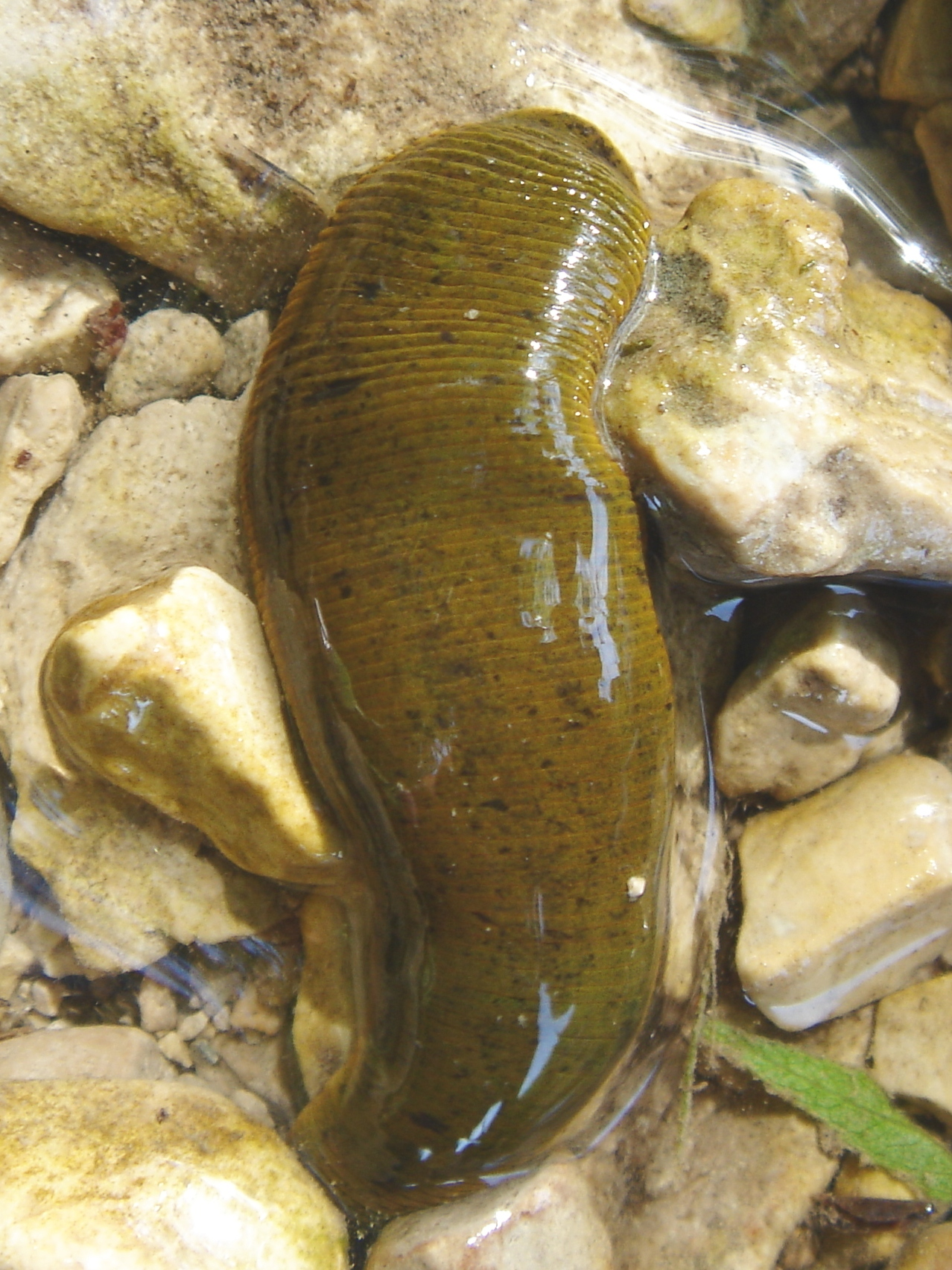
A piócák testén látható gyűrűk nem valódi szelvények: egy szelvény több gyűrűre tagolódott. Ezt legjobban a belső szelvényesség megfigyelése igazolja.

Testméretük 1–30 cm között változik. Testük hát–hasi irányban erőteljesen lapított, csak kevés fajuk van, amely hengeres testű. Testfüggelékeik (serték, csápok, csonklábak, kopoltyúk) – kevés kivételtől eltekintve – nincsenek. Szelvényeik száma 31 vagy 34. Elkülönült feji részük nincs. Mind a feji, mind a farki végükön 4 vagy 7 szelvényből alakult tapadókorongjuk van. Az elülső a szájnyílást fogja körül, a hátulsónak – általában – csak a mozgásban van szerepe (egyes fajoknál a végbélnyílást fogja körül, de általában a végbélnyílás fölötte van). Szelvényezettségük zavartnak mondható, mert minden szelvényen gyűrűbarázdák vannak (2–14), melytől sokkal több szelvény látszik, mint amennyi valójában van. A gyűrűbarázdák száma jellemző a genusokra és fajokra.
Testüregük is nagyon erősen módosult. Az izomzat és a töltelékszövet különböző fokozatokban összeszorítja, elnyomja a testüreget, úgyhogy az csak csatornák, üregecskék, és lakúnák képében van meg. Ezzel kapcsolatban véredényrendszerük és vesécskéik is módosultak.

### Kültakaró
Testüket vékony kutikula borítja. Egyetlen kivételes esetben vannak rajta serték (Acanthobdella). Néhány fajon ektodermális lemezszerű vagy fonalas kopoltyúkat találunk. Ivarzás idején a testük 9–11. szelvényén nyereg képződik. Bőrük egysejtű exokrin mirigyekben gazdag egyrétegű hengerhám, melyhez alulról a simaizomelemek kapcsolódnak (bőrizomtömlő). Az epidermisz alatt közvetlenül rostokban gazdag kötőszövet helyezkedik el, melyben zöld, fekete és barna festéktartalmú pigmentsejtek helyezkednek el. Ezek adják a piócák sajátos sötét színét.

### Mozgás
Izomrendszerük fejlettnek mondható, ugyanis külső körkörös (cirkuláris), középső rézsútos (diagonális) és belső hosszanti (longitudinális) izmok rétegéből áll. Ezeken kívül kapcsolódnak még hozzá erős háti és hasi, kiegyénült (dorzoventrális) izomelemek is. A tapadókorongok izomzata kiváltképpen fejlett. Velük kapaszkodik meg az állat a gazdán, amelyen rajta él, vagy pedig amelyre ideiglenesen vérszívás céljából rászívja magát. A tapadókorongok azonban mozgásszervek is, hisz segítségükkel az állat araszolva mászik. Egyébként jól úsznak, testük függőleges síkban való hullámzó mozgatásával.

### Táplálkozás

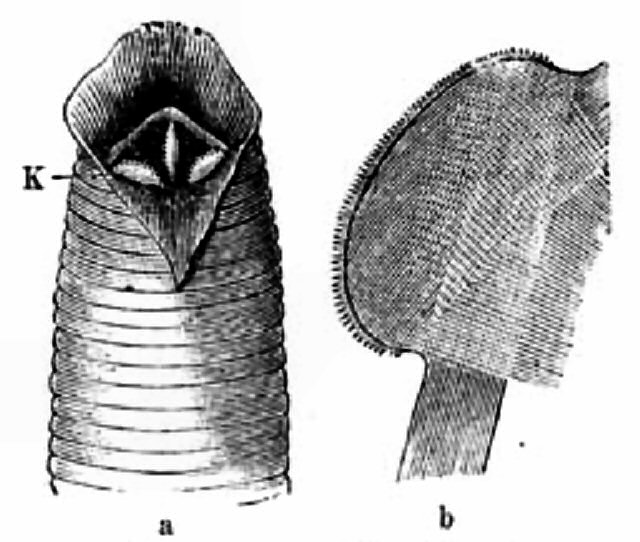
Az orvosi pióca (Hirudo medicinalis) három, fogazott állkapcsa, melyekkel sebet ejt a gerincesek bőrén.

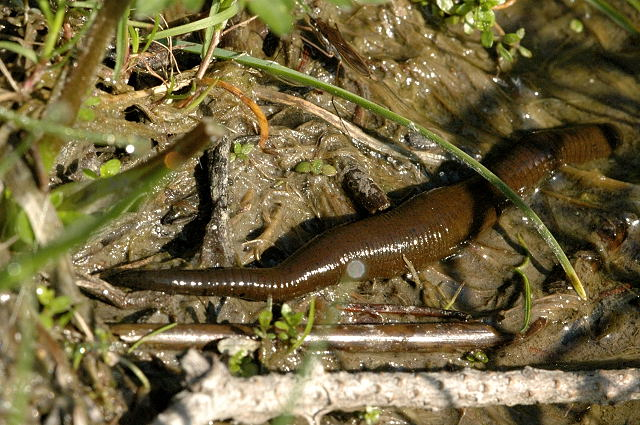
A lópióca a legnagyobb hazai piócafaj, kinyújtott állapotban elérheti a 12–15 cm-t. Ugyan az állkapcsos nadályok közé tartozik, mégis ragadozó faj.

Bélcsatornájuk egyenes lefutású cső. Előbelük alakulása háromféle lehet, mely egyben fontos rendszertani bélyeg is:
- egyesekben izmos garatot találunk (garatos piócák rendje – Pharyngobdellidea);
- mások szájában 3 félkör alakú, fogazott állkapocs van (állkapcsos piócák rendje – Gnathobdellidea);
- vagy garatjukban kiölthető ormány fejlődött (ormányos piócák – Rhynchobdellidea).

Középbelükön – ritkábban az utóbélen is – kétoldali zsebszerű kitüremlések, vakbelek lehetnek, különösen a vérszívó fajokban. Ezekben a vakbelekben raktározzák a gazdaállatból kiszívott vért.

### Véredényrendszer
Véredényrendszerük alakulása függvénye a testüregrendszer módosulásának. Az ormányos nadályok, illetve a garatos és állkapcsos nadályok érrendszere között kisebb-nagyobb eltérések figyelhetők meg.
- Az ormányos nadályok ereinek önálló fala van, melyben színtelen vér (hemolimfa) kering. Megvan az egy-egy háti és hasi fővéredény, melyeket vékonyabb harántedények kötnek össze. A háti fővéredény fala izmos, lüktetésével előrefelé löki a vért.
- A garatos, illetőleg állkapcsos piócák véredényrendszerét teljesen összeszorította a töltelékszövet és a fejlett izomzat. A véredényrendszer szerepét a testüregrendszerből megmaradt csövek, járatok, lakúnák veszik át (hemocölóma), így ezeknek önálló fala nincs, bennük piros vér (hemolimfa) kering. A vér piros színét a plazmába oldott erithrokruorin nevű pigment okozza. Az oldalsó (laterális) edényeken lüktető központok, szívek is vannak, a hát–hasi (dorzális és ventrális) edényeken nincsenek. A vér mozgását segíti a bőrizomtömlő perisztaltikája is. A laterális edényekben a vér hátulról előre, míg a dorzális–ventrális edényekben fordítva kering. Valódi kapillárisok helyett ún. testüregi vagy cölómakapillárisok vannak a bőrizomtömlőben és a zsigeri szervekben. A hasi „véredényben” található a hasdúclánc és a kiválasztó szervek, a vesécskék csillóstölcsérei is, jeléül annak, hogy ez valamikor valódi testüreg volt.

### Légzés
Általában diffúz, az egész testfelületen át zajló légzésük van, melyben a fő szerepet a bőrizomtömlő kapillárishálózata kapja. Egyes fajoknak van hámeredetű, külső kopoltyúja, és ezen át lélegeznek.

### Kiválasztás
Kiválasztószerveik, a metanefridiumok is módosultak. Számuk 10–17 pár, és a törzs középső szakaszában helyezkednek el. Csillóstölcsérük vagy nincs, vagy nem kapcsolatos a nefridiális csatornákkal. Ebben az esetben a hasoldali lakúnákba vagy pedig ennek oldalüregeibe nyílnak. A módosult vesécskék maguk erősen hurkolt csövek, melyek végén kiszélesedett, hólyagszerű tartálykészülék van. Ez rövid csatornával nyílik a szabadba.

### A neuroendokrin rendszer és érzékszervek
Agydúcuk kevéssé differenciálódott, és garatideggyűrű köti össze a hasdúclánccal. Ez 33 dúcpárból áll, és a hasoldali lakúnában húzódik végig. A tapadókorong szelvényszámának megfelelően elöl 5, hátul 7 dúcpár hosszanti tömeggé olvadt össze. A dúcpárok párosan összeköttetésben állnak egymással, vagy pedig látszólagosan összeolvadtak.
Érzékszerveik igen gyengén fejlettek. Testükön mindenfelé találunk elsődleges érzéksejteket, melyek valószínűleg tapintósejtek. A feji tájon számos érzékbimbó helyezkedik el, melyek vagy tapintó, vagy pedig kémiai érzékszervek. A testi érzékbimbók a szelvények középső gyűrűjén ülnek (az ún. érzékgyűrűn). Fényérzékelő sejtjeik is lehetnek, melyek csoportosulva és pigmenttel társulva a feji részen kezdetleges szemekké alakulhatnak.
Hormonrendszerük szoros összefüggésben van az idegrendszerrel. Mind a garat feletti (agydúc) és a garatalatti dúcban nagyszámú neuroszekréciós sejt van, de a hasdúcláncban is kimutattak hormontermelő sejteket. A hormonrendszer elsősorban a szaporodási folyamatokra van nagy hatással.

### Szaporodás és egyedfejlődés
A piócák hímnős állatok. Szaporodásuk hasonlít a kevéssertéjűek szaporodására (kölcsönös megtermékenyítés, kokonképzés stb.), de a piócáknak van párzószerve is.

#### Hímivarszervek
A piócák hímivarsejteket termelő szerve a here, melyek száma 4–17 pár, és párosával helyezkednek el. Mindegyik heréből egy rövid kivezetőcső indul, amelyek egy jobb és egy bal oldali közös ondóvezetőbe jutnak. Az ondóvezetők felgöngyölödve létrehozzák az ondóhólyagot. Az ondóhólyagban a spermiumtárolás folyik. Az ondóhólyag az ondókilövellő csövön át juttatja a spermiumokat az ivarpitvarba, ahová a dülmirigy vagy (prostata) üríti váladékát. Az ondóhólyag és a dülmirigy váladékával keveredett spermiumok a cső alakú spermiumtárolókba, a nyálkatömlőkbe, más néven a spermatofórákba kerülnek. Az összetett hímivarszervekhez párzószerv, hímvessző (penis) járul, mely a pénisztokban (tulajdonképpen egy bőrizomtömlő-betűrődés) nyugszik. Párzáskor a péniszen jut az ondó a párzótárs vaginájába, így egy biztonságos, valódi belső megtermékenyítés történik.

#### Női ivarszervek
A piócáknak általában csak egy pár petefészke van (11. szelvény hasoldala). A belőle kiinduló rövid petevezetők a vaginába való érkezésük előtt egy közös petevezetővé olvadnak. Ezt a csövecskét öleli körül a fehérjemirigy, mely tápanyagokat termel a peték számára. A hüvely (vagina) fala igen izmos, közvetlenül nyílik a külvilágba, és a pénisz befogadásra szolgál.
A piócák petéi kisméretű, szikszegény sejtek. Az orvosi pióca pl. 3–4 éves korára válik ivaréretté, amelytől kezdve évente egyszer szaporodik. Párzáskor a nadályok összetapadnak, egymás hüvelyébe juttatják a spermatofórákat, melyek ott feloldódnak, és a spermiumok megtermékenyítik a petesejteket.
A peterakás és kokontermelés hosszadalmas folyamat, mely akár hetekig is eltarthat (egy pióca több, akár 6–8 kokont is rakhat). Egy kokonban – ami tölgyfamakk nagyságú lehet – 10–15 apró pete, illetve a táplálásukhoz szükséges fehérjetartalmú anyag. A kokon képzése a nyereg mirigyeiből történik.

#### Egyedfejlődés
A piócák lárvális ontogenezise a kokonban zajlik. A pete barázdálódása spirálisnak indul, majd bilateriális osztódások következnek (az átváltozás oka még nem ismert). A fejlődő lárvának speciális lárvális szervei vannak (pl. protonefridium, lárvális izomrendszer, primer testüreg). A tápanyagokat a kokonból lárvális garatjával veszi fel. A lárva metamorfózisa még a kokonban megtörténik, amikor is eltűnnek a lárvális szervek, és a kifejlett piócára jellemző szervek és testüregviszonyok alakulnak ki. A kikelő fiatal piócák további egyedfejlődése elsősorban a növekedésben nyilvánul meg.

## Életmódjuk

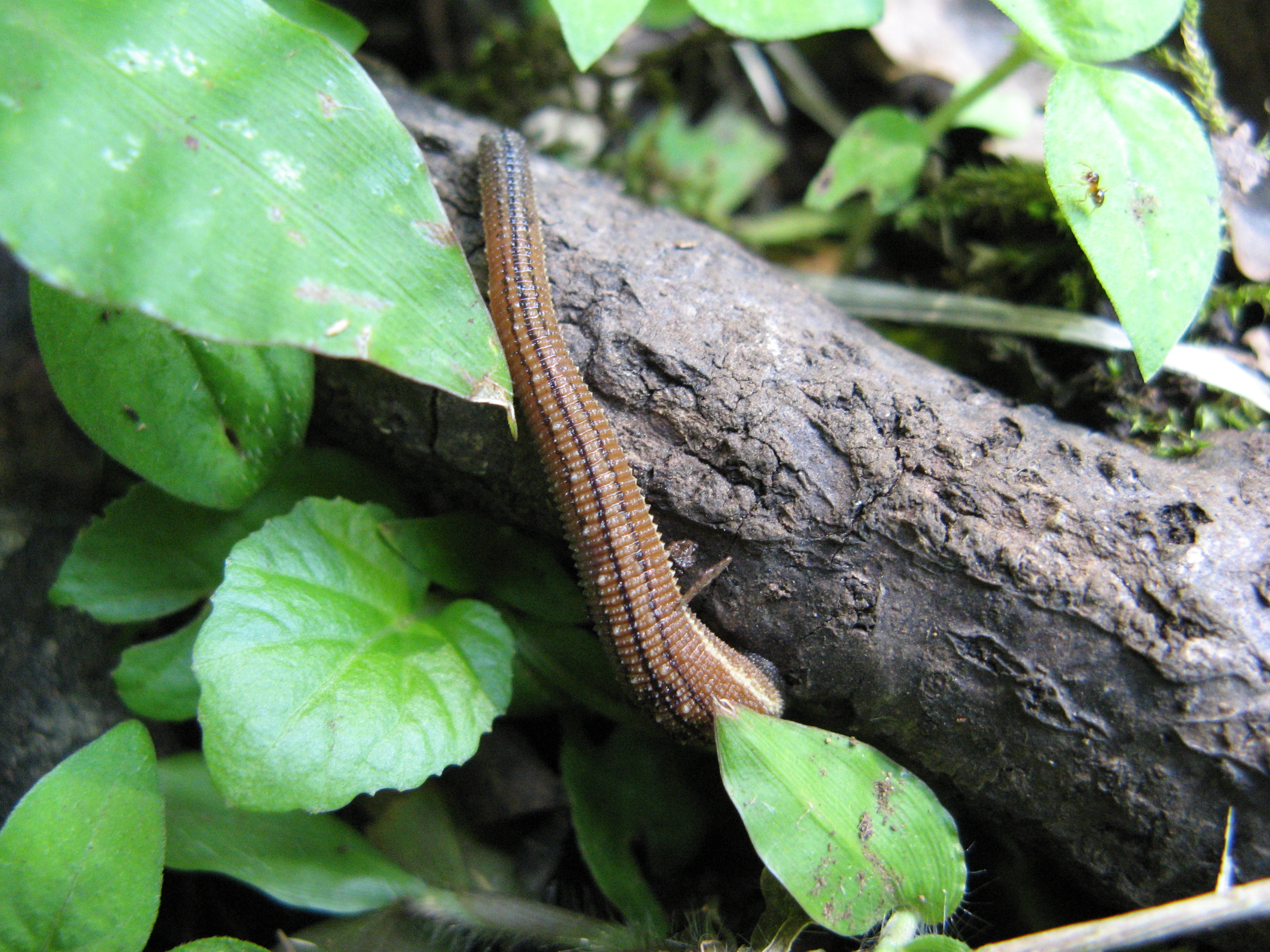
A szárazföldi piócák a nedves talaj közelében, a növényzet között tartózkodnak.

A piócák többsége az édesvizek lakója. Nem kedvelik a gyors folyású vizeket, így a hegyi patakokban és a folyók nyílt vizében nem találkozhatunk velünk. Ellenben kedvelik a folyók partmenti övezetét, a tavakat, mocsarakat, kanálisokat, nagyobb pocsolyákat. Az édesvízi fajok között találunk olyanokat, amelyek képesek elhagyni a vizet, pl. táplálékszerzés vagy kokonlerakás céljából. Azonban ilyenkor a vízfelszín közelében maradnak, mert ha kiszáradnak, biztosan elpusztulnak.
A szárazföldi piócák körében két csoportot különböztetünk meg: a talajlakó piócákat és a valódi szárazföldi piócákat. A talajlakó piócák – melyek fő elterjedési területe Dél-Amerika – a nedves talajban, avar, rothadó növényi részek alatt élnek, ahol férgekből, kisebb csigákból álló zsákmányukra vadásznak. A valódi szárazföldi piócák főként a növényzet között tartózkodnak. Ezek élőhelye Dél- és Délkelet-Ázsia, ahol az esőredőkben élnek, és a nedves évszakban a füves területekre is behatolnak. Kizárólag meleg vérű gerincesek vérével táplálkoznak.
Néhány piócafaj a tengeri életmódhoz is alkalmazkodott, ahol a tengeri halak vérével táplálkoznak, és édesvízi rokonaikkal ellentétben képesek elviselni a magas sókoncentrációt is.
A piócák – amint ezt olvashattuk is – vérszívó parazita vagy ragadozó férgek. A ragadozó piócák nagy része a garatos piócák közé tartozik, melyek nem képesek vért szívni. Azonban pl. az állkapcsos piócák közé tartozó lópióca (Haemopis sanguisuga) – mely a legnagyobb hazai nadályfaj – is ragadozó. A ragadozó nadályok tápláléka kisebb férgekből, csigákból, rovarlárvákból áll, melyeket elülső szívókorongjukkal ragadnak meg, és egészben tömik magukba. Gyakran még a náluk nagyobb testű zsákmányt is lenyelik. A növényzettel dúsan benőtt helyekről leselkednek a zsákmányukra, vagy egyenesen vadászútra indulnak az aljzaton araszolva.
Az ormányos és állkapcsos nadályok nagy része vérszívó életmódot folytató, a gazdaállatra ideiglenes tapadó, ektoparazita. A garatos nadályok a gazdaállat bőrét izmos, megmerevíthető ormányukkal ütik át. A kisebb testű fajok csigák, férgek, rovarlárvák testnedveit szívogatják, míg a nagyobbak a halakra tapadnak. Az állkapcsos nadályok három fogazott állkapcsukkal vágják át a gazdaállat bőrét, és erőteljes szívással (kb. 0,1 atmoszféra) szivattyúzzák a vért. Az egyes fajoknak igen kevés gazdaállat felel meg, így mindig nagyon figyelmesnek kell lenniük. Éppen ezért kitűnő a vízmozgás-érzékelésük és az úszásuk.

## Egészségügyi jelentőségük
A piócák az orvoslás történetében talán a legjelentősebb állatcsoportot alkotják. Gyakran alkalmazták egyes fajaikat különböző vérkeringési problémákra vagy esetleg nagyon magas lázra. Emellett természetes nyugtatónak is használták őket, ugyanis a páciens sok vér lecsapolása esetén mély álomba merült, idegei ellazultak. A pióca tapadókorongján három, félkör alakú fűrészke található, amellyel a megtapadt állat sebet ejt. Közvetlenül tiszta hirudint fecskendez a vérbe, így meggátolja a véralvadást, és hosszú ideig tud vért szívni.
Az orvostudományban az állat által termelt hirudinnak és hatásmechanizmusának felismerése fontos lépés volt a véralvadásgátlók előállításában.
Piócacsípés: Hazai élővizeinkben is könnyen megtapasztalhatjuk. Általában érzékelik a vízben álló, mozgó melegvérű élőlényeket. Amennyiben a testünkre akaszkodik, többféle módon szedhetjük le. Az első módszer szerint valamilyen anyaggal (papírzsebkendő, törülköző) fogjuk meg és húzzuk lassú, de határozott mozdulattal, amíg el nem válik a sérült felülettől. A második módszer szerint sót kell szórni a pióca testére, aminek hatására szintén leválik az áldozatáról. A harmadik módszer túl időigényes, mivel aszerint meg kell várni, amíg a pióca teleszívja a testét és magától leválik.
Kezelése: Különleges kezelést nem igényel, mert kórokozókat nem terjeszt. Ennek ellenére a leválasztást követően a sebet célszerű jóddal, vagy jódtartalmú sebfertőtlenítővel kezelni, mert az összehúzza a sebet, bár erre a szesztartalmú fertőtlenítők is kiválóan alkalmasak. A pióca által ejtett seb háromszöghöz hasonló alakú és a pióca által a sebbe juttatott véralvadásgátlónak köszönhetően nagyon sokáig vérzik, a támadást követően akár több órán keresztül is.

## Evolúciójuk
Rokoni kapcsolataikat részletesen nem ismerjük. Őslénytani maradványok, fosszíliák gyakorlatilag nem maradtak róluk, egynéhány bizonytalan karbonból, jurából és az eocénból származó fosszíliát leszámítva.

## Osztályzásuk
Az alosztályba mintegy 350 faj tartozik.
A piócákat korábban a gyűrűsférgek egyik önálló osztályának tartották, a mai filogenetikus rendszertan pedig a nyeregképzők osztályán belüli alosztályokba sorolja őket. A piócák osztályozása az egyik hagyományos rendszertani felosztás (Dubich-Loksa) szerint:
- Törzs: Gyűrűsférgek
  - Altörzs: Módosult gyűrűsférgek
    - Osztály: Piócák vagy nadályok
      - Alosztály: Sertés piócák (Acanthobdellida)
        - Rend: Horgas nadályok
          - Család: Horgas nadály-félék

      - Alosztály: Sima piócák (Arhynchobdellida)
        - Rend: Ormányos nadályok (Rhynchobdellida)
          - Család: Lapos nadályok
          - Család: Halpiócafélék

        - Rend: Állkapcsos nadályok (Gnathobdellida)
          - Család: Valódi nadályok
          - Család: Leveli piócák
          - Család: Földi piócák

        - Rend: Garatos nadályok (Pharyngobdellida)
          - Család: Garatos nadály-félék

### Sertéspiócák öregrendje –Acanthobdellae

#### Acanthobdellidearend
A piócák ma élő legkezdetlegesebb alakja, melynek sajátosságai még emlékeztetnek a kevéssertéjűekre. Testükön elől a hasoldalon 5 pár mozgatható serte van – innen nevük. Testük hengeres, 31 szelvényből áll; csak a hátulsó tapadókorong alakult ki (4 szelvény összeolvadásával). A törzsszelvényeken 4–4 gyűrű található. A testüreget ugyan már a töltelékszövet és az izomzat elkezdte elszorítani, de a középbél körül még rendesen, szelvényesen tagolódott másodlagos testüreg van. Érrendszerük még fejlett, megvan rendesen a háti és hasi fővéredény, amelyeket elöl 5, hátul 4 gyűrűedény köt össze.
Tehát a kevéssertéjűekre emlékeztető sajátosságaik:
- hengeres, nem lapított test;
- serték megléte (5 pár serte);
- elöl nem alakul ki tapadókorongjuk;
- viszonylag fejlett másodlagos testüreg;
- az érrendszer megegyező felépítése.

Az öregrend egyetlen családja az Acanthobdellidae, ahová az észak-eurázsiai elterjedésű horgas nadály (Acanthobdella peledina) tartozik. Lazacokon él.

### Simapiócák öregrendje –Achaetobdellae
Sertéik – az előbbi öregrenddel ellentétben – nincsenek. Testük 34 szelvényből épül fel, elöl és hátul is tapadókoronggal. A hátulsó tapadókorong itt 7 szelvényből áll. Törzsszelvényeiken 2–12 gyűrű van. Testüreg- és véredényrendszerük módosult.

#### Ormányos piócák rendje –Rhynchobdellidea
Előbelük szúró ormánnyá alakult, eza az elülső tapadókorongból kinyújtható. Véredényrendszerük még kevéssé módosult, vérük színtelen. Két jellegzetes hazai családja van.
A lapospióca-félék (Glossiphoniidae) teste erőteljesen lapított, a törzs középső részén kiszélesedő. Elülső tapadókorongjuk tökéletlen. Különleges sajátosságuk, hogy ivadékgondozók. Hazánkban élő jellegzetes fajaik a széles csiganadály (Glossiphonia complanata), a fiahordó nadály (Helobdella stagnalis), a békapióca (Hemiclepsis marginata).
A halpiócafélék (Piscicolidae) teste hengeres. Mindkét tapadókorongjuk igen jól fejlett, szinte henger alakú. A szelvénygyűrűk száma 7 vagy 14. Nem ivadékgondozók. Halparazita férgek. Hazánkban igen jellemző a közönséges halpióca (Piscicola geometra), ritkább a hólyagos pióca (Cystobranchus respirans). Tengeri faj a kopoltyús pióca (Ozobranchus quatrefagesi), mely a Földközi-tengerben él, és a tengeri teknősök élősdije. Törzse két oldalán ektodermális kopoltyúkat visel.

#### Állkapcsos piócák rendje
Garatjukban általában három fogazott állkapcsuk van. Testüregük nagyon visszaszorult, önálló véredényrendszerük nincs, vérük piros.
A valódipióca-félék (vagy orvosipióca-félék – Hirudinidae) közé tartozik hazánk két legismertebb és legjellegzetesebb piócafaja az orvosi pióca (Hirudo medicinalis) és a lópióca (Haemopis sanguisuga).
A Haemodipsidae család fajai vérszívó szárazföldi piócák. Trópusi területeken élnek (Dél-, Délkelet-Ázsia, Kelet-Ausztrália, Madagaszkár). A fák és bokrok lombozatában élnek, és onnan vetik le magukat az alattuk elhaladó meleg vérű állatokra. Az emberi expedíciókon is nagyon sok gondot, kellemetlenséget okoznak. Legismertebb faj a ceyloni leveli pióca (Haemodipsa ceylonica).
A földipióca-félék (Diestecostomatidae) ragadozó életmódú, szárazföldi piócák. A földi nadály (Xerobdella lecomtei) a Keleti-Alpok erdeiben honos, ahol a kövek, avar és kidőlt fák alatt tartózkodik. Gilisztákat, csigákat, rovarlárvákat zsákmányol.

#### Garatos piócák rendje –Pharyngobdellidea
Sem szúróormányuk, sem állkapcsuk nincsen. Ellenben garatjuk igen hosszú és izmos, keresztmetszete háromsugarú. Szelvénygyűrűik száma 5–8, sőt több is lehet. Testüregrendszerük visszaszorult, önálló érrendszerük nincs, vérük piros. Ragadozó nadályok.
Az Erpobdellidae családba édesvízi és nedves talajban élő piócák tartoznak. Hazai vizekben nagyon gyakori a nyolcszemű nadály (Erpobdella octoculata).

## Ajánlott internetes oldalak
- Pióca a gyógyászatban
- Az orvosi pióca a természetgyógyászatban
- Brehm: Az állatok világa – Piócák
- A „kézmentő” piócák